# 貝氏鉛筆魚
貝氏鉛筆魚（学名：Nannostomus beckfordi）為輻鰭魚綱脂鯉目脂鯉亞目鱂脂鯉科的其一種。

## 分布
本魚分布於南美洲巴西、蘇利南、蓋亞那、法屬圭亞那的溪流中。

## 特徵
本魚魚體細長，背面呈金褐色，成魚顏色會加深。一道寬而黑的條紋從吻部延伸至尾鰭，最後消失在尾鰭基部的兩塊紅斑之間；緊挨著黑色條紋上方有一金色條紋；除胸鰭以外所有的鰭都有一些紅色。體長可達6.5公分。

## 生態
本魚棲息在溪流和沼澤中，相當普遍，性情溫和，喜群游，屬雜食性，以蠕蟲、甲殼動物與昆蟲等為食。

## 經濟利用
為觀賞性魚類。